# Stazione di Berlino-Lichtenberg
La stazione di Berlino-Lichtenberg (in tedesco Berlin-Lichtenberg) è una stazione ferroviaria di Berlino, sita fra il quartiere omonimo e quello di Rummelsburg.

## Storia
La stazione di Lichtenberg (allora città indipendente da Berlino) fu aperta nel 1881 come punto di fermata sulla ferrovia Berlino - Königsberg (Ostbahn). Successivamente, il ruolo di Lichtenberg si ridusse a fermata della S-Bahn e della linea locale per Wriezen.
Dopo la seconda guerra mondiale, con la divisione della città, l'amministrazione ferroviaria Deutsche Reichsbahn (gestita dalle autorità orientali) decise di chiudere le vecchie stazioni di testa, che si trovavano nei settori occidentali (Anhalter, Görlitzer e Lehrter Bahnhof) o presso di essi (Nord- e Potsdamer Bahnhof). Il traffico ferroviario fu deviato, via Außenring, su Lichtenberg che divenne così la stazione principale di Berlino Est, capolinea dei treni rapidi nazionali ed internazionali.
Dal 1980 al 1982 venne eretto un nuovo fabbricato viaggiatori più adeguato all'importanza della stazione, su progetto dell'architetto Horst Schubert.
Lichtenberg ha perso importanza dopo la riunificazione tedesca, in particolare dopo la completa riapertura della Stadtbahn (1998), e soprattutto con l'apertura del nuovo Tiergartentunnel nord-sud e del Hauptbahnhof (2006).
Fra i treni a lunga percorrenza del recente passato vi era una relazione per Copenaghen (che dopo Rostock imbarcava il convoglio tra Warnemünde e Gedser), attualmente interrotta in toto fra le due capitali; nonché il "Sibirjak", un espresso con svariate deviazioni in Russia (tra cui Novosibirsk), che compie il maggior percorso chilometrico fra tutti i treni dell'Europa occidentale. Altro treno espresso ad attestarsi sulla Stadtbahn è stato il "Gedania", verso Danzica e Gdynia (in Polonia), con "carrozze dirette" a Kaliningrad (Russia).
Tra il gennaio e febbraio 2007 la stazione e il ponte di Lichtenberg vennero usati per la scena dell'inseguimento iniziale nel film The Bourne Ultimatum.

## Strutture e impianti
La stazione conta 10 binari, di cui 8 serviti da marciapiede, nonché un'altra decina per il servizio merci e manovre. Contando i 2 binari della U-Bahn, si arriva ad un totale di 10 al servizio passeggeri.
I binari sono coperti da semplici pensiline e curiosamente numerati dal 15 in poi, ed i primi 2 dal lato del fabbricato viaggiatori sono quelli al servizio della S-Bahn.

## Movimento
La stazione è servita dalle linee S 5, S 7 e S 75 della S-Bahn, dalle linee regionali RB 12, RB 24, RB 25 e RB 26, e dalle linee regionali espresse RE 3 e RE 66.
Fra i treni a lunga percorrenza rimasti vi sono un NachtZug da e per Monaco ed un espresso proveniente dall'Ucraina (che si attesta come capolinea a Gesundbrunnen), che nella relazione d'andata parte dalla stazione di Berlino Giardino Zoologico e ha varie deviazioni, fra cui Charkiv e Odessa.

## Interscambi
La stazione di Lichtenberg è servita dalla linea U 5 della metropolitana e da alcune linee di autobus e di tram.

## Galleria d'immagini

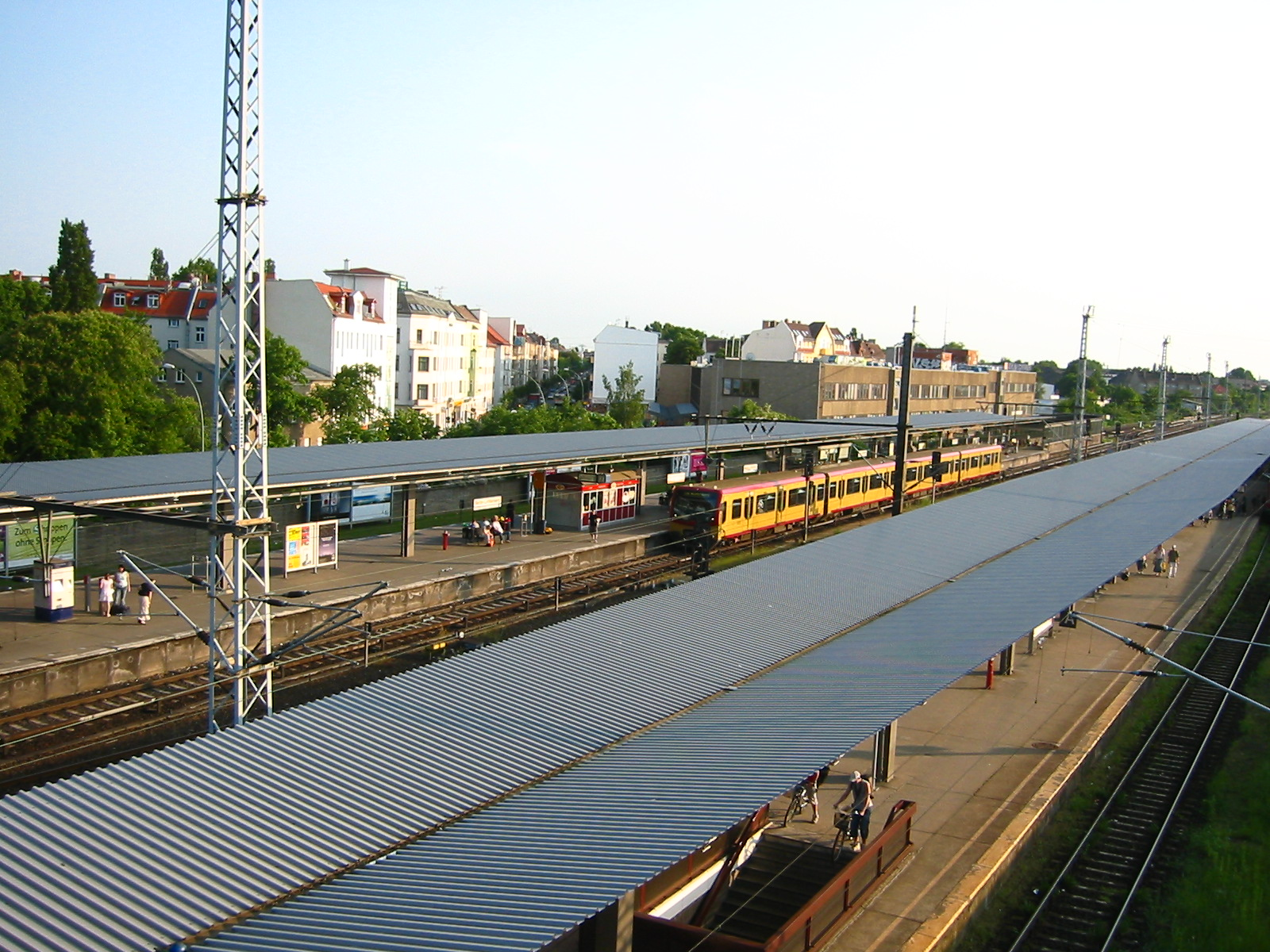
Interno della stazione
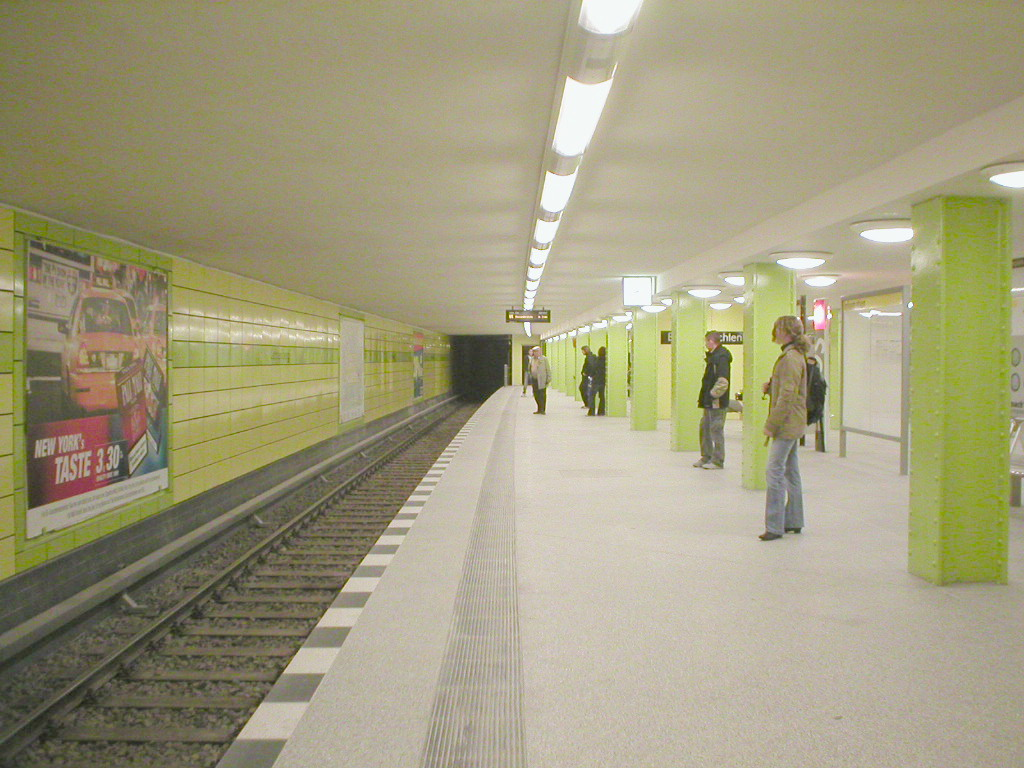
Stazione metropolitana della linea U5
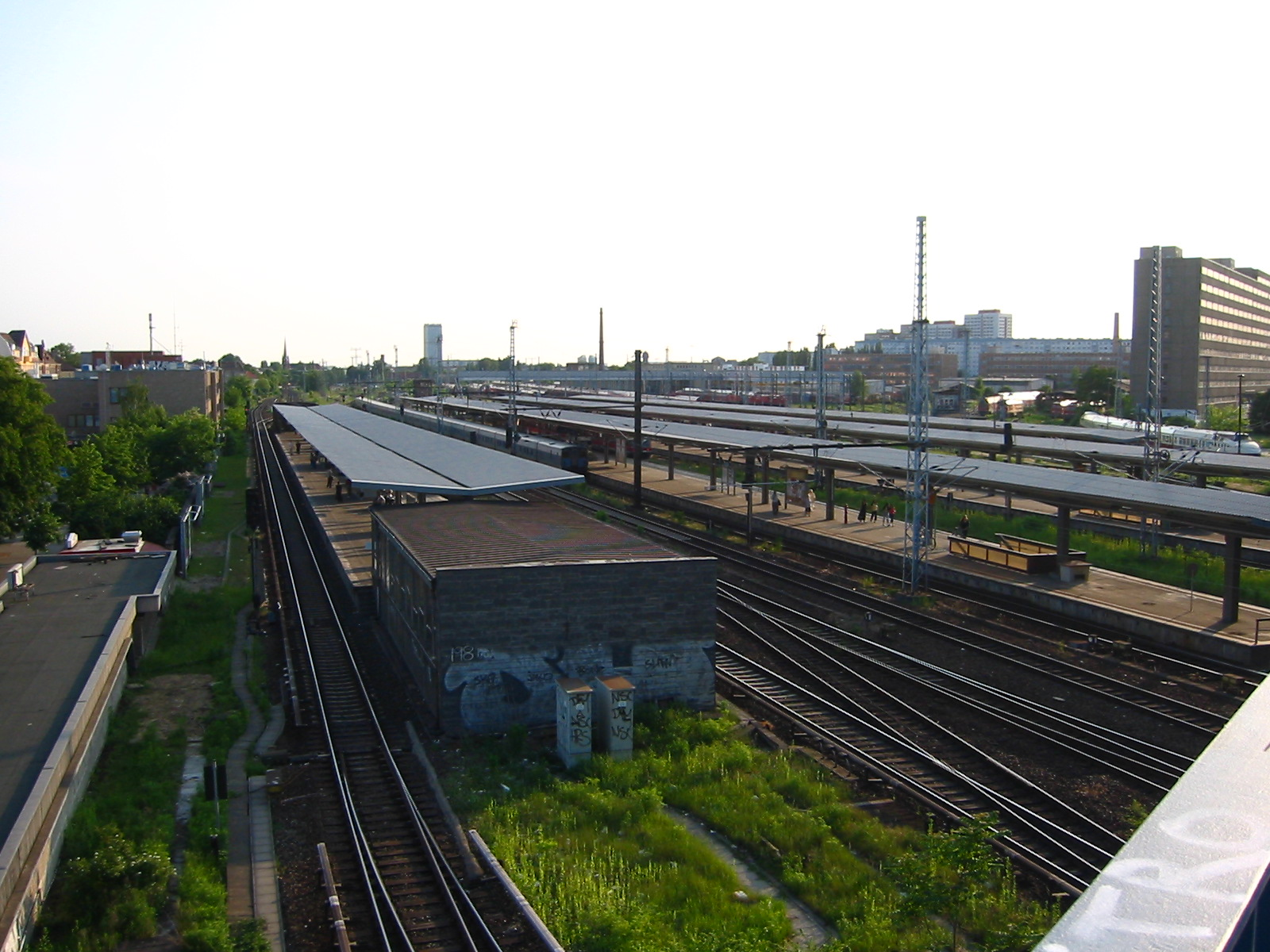
Altra veduta dello scalo
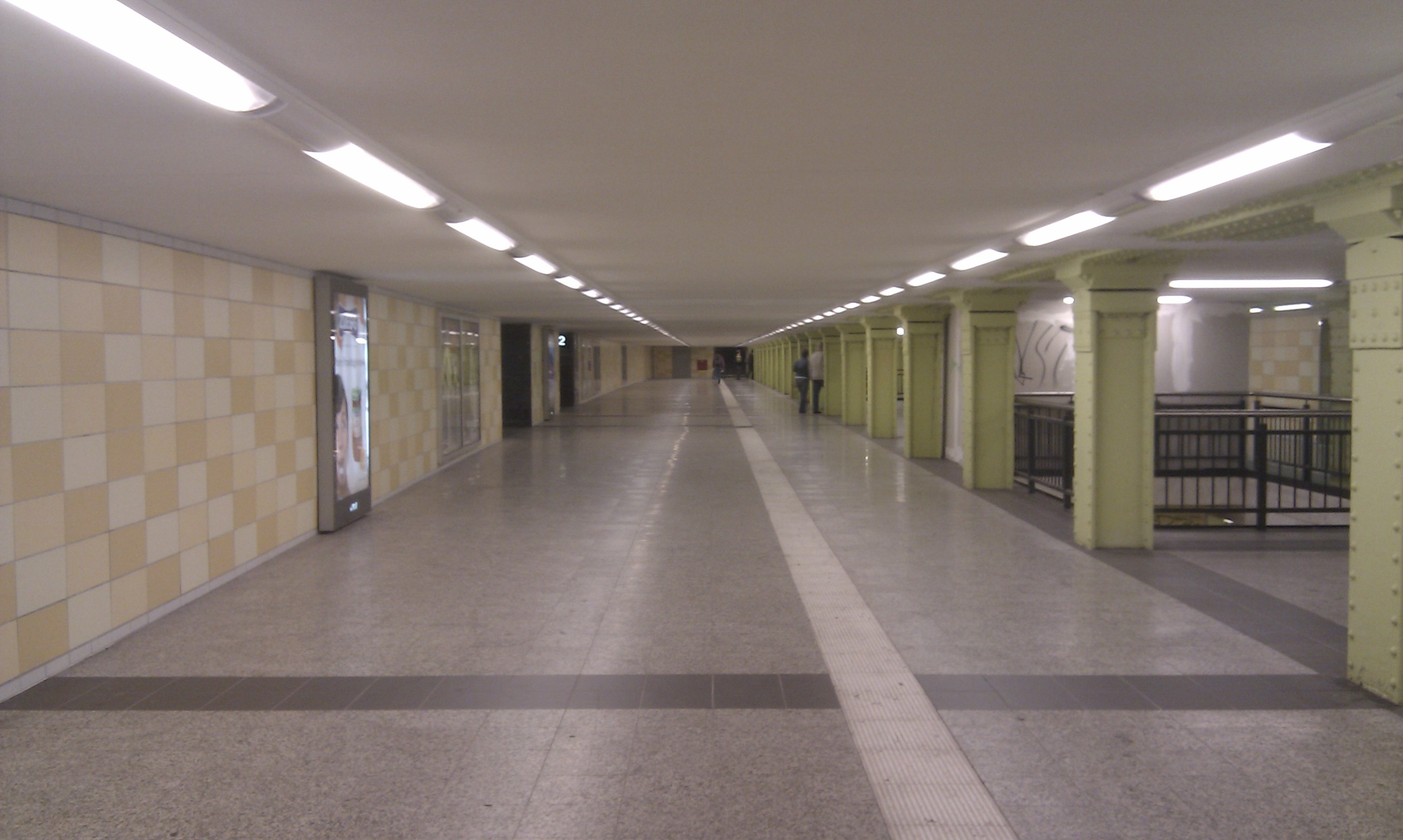
Il corridoio della stazione dopo la ristrutturazione

### Esplicative
1. ↑  Il Sibirjak si attesta attualmente, percorrendo la stadtbahn, alla stazione Zoologischer Garten, fermando anche alla Hauptbahnhof ed alla Ostbahnhof

### Bibliografiche
1. ↑  (DE) Joachim Schulz e Werner Gräber, Berlin. Architektur von Pankow bis Köpenick, Berlino, VEB Verlag für Bauwesen, 1987,  p. 151, ISBN 3-345-00145-4.
2. ↑   Mappa dei percorsi del Sibirjak [collegamento interrotto], su home.att.ne.jp.
3. 1 2  (DE) Mappa delle reti della metropolitana e della S-Bahn di Berlino (PDF), su images.vbb.de (archiviato dall'url originale il 29 giugno 2017).
4. ↑  (DE) Mappa della rete ferroviaria regionale di Berlino e del Brandeburgo (PDF), su images.vbb.de. URL consultato il 1º marzo 2017 (archiviato dall'url originale il 1º marzo 2017).